# Allancastria deyrollei
Allancastria deyrollei là một loài bướm thuộc họ Bướm phượng. Nó chỉ được tìm thấy ở miền tây Iran, Thổ Nhĩ Kỳ, Syria, tây bắc Iraq, Liban, Jordan, và Israel.

## Hình ảnh

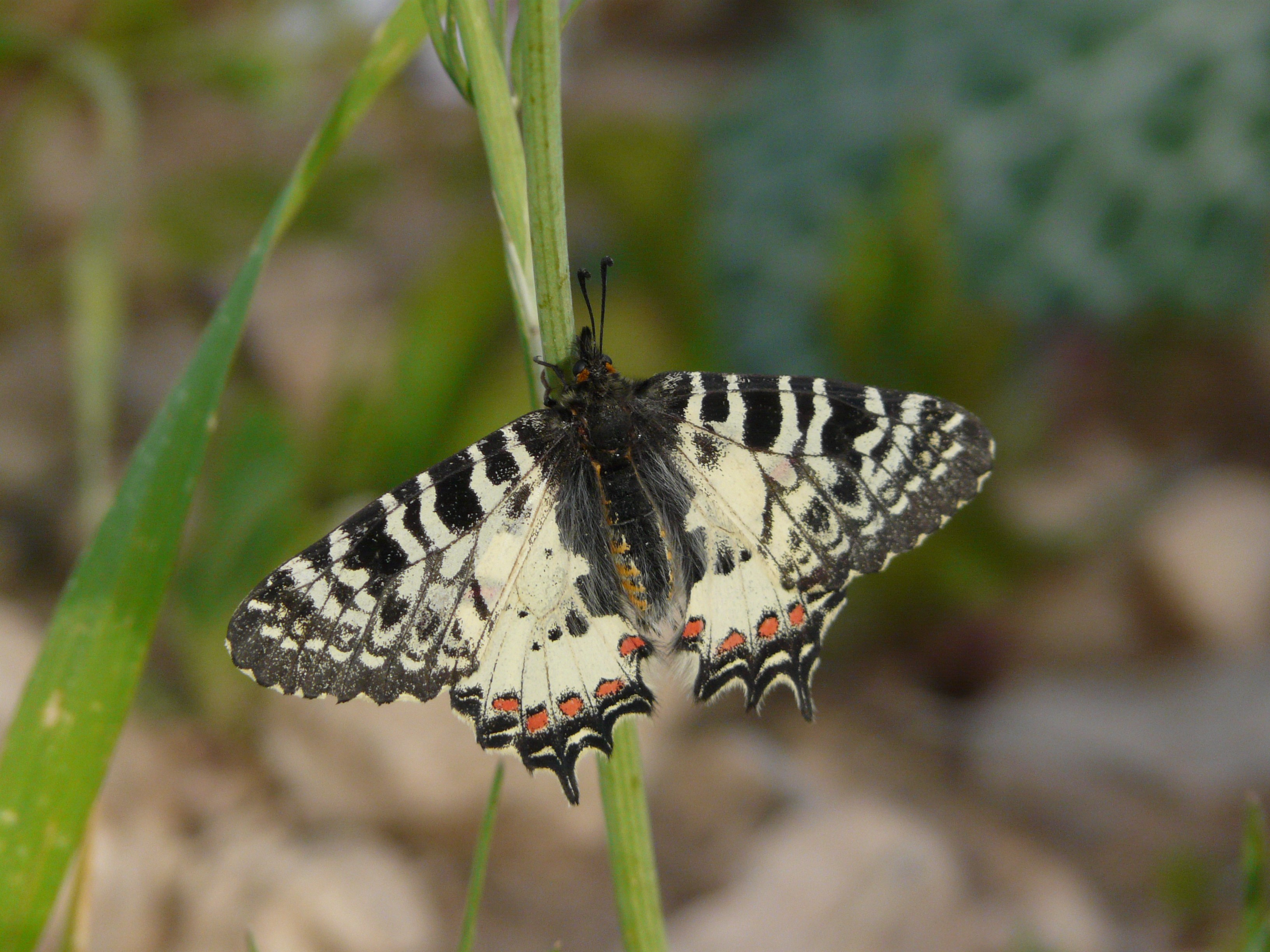
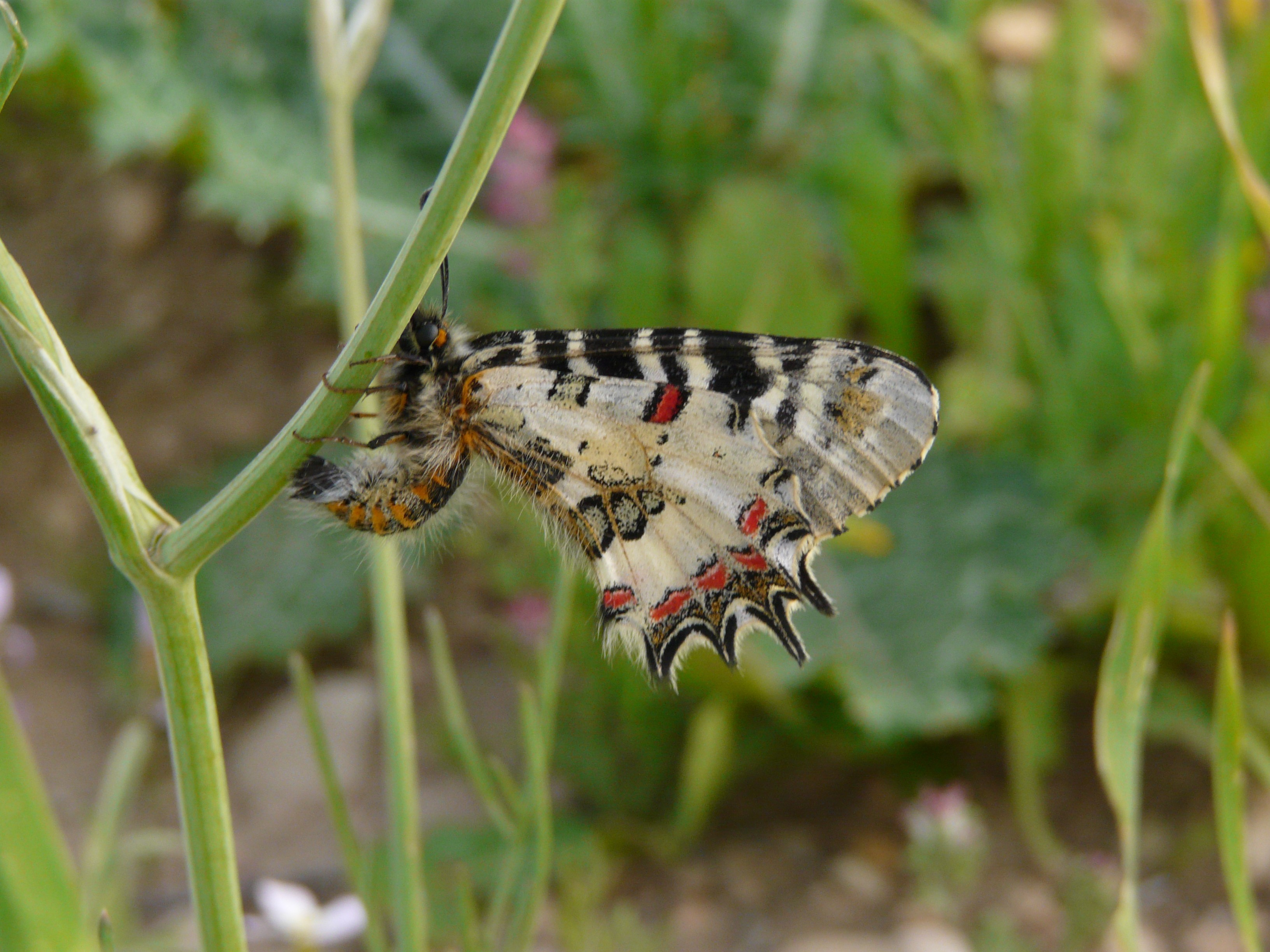